# Armando Spadini

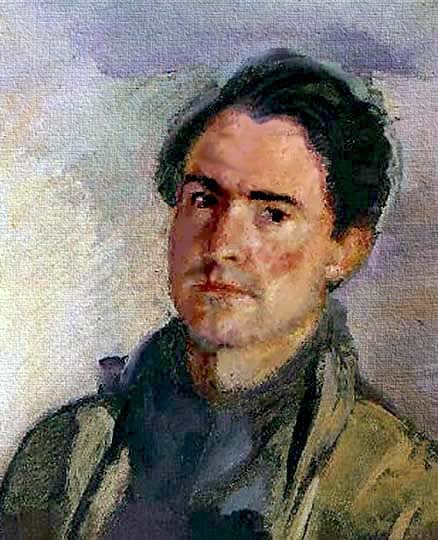
Autorretrato, de 1917.

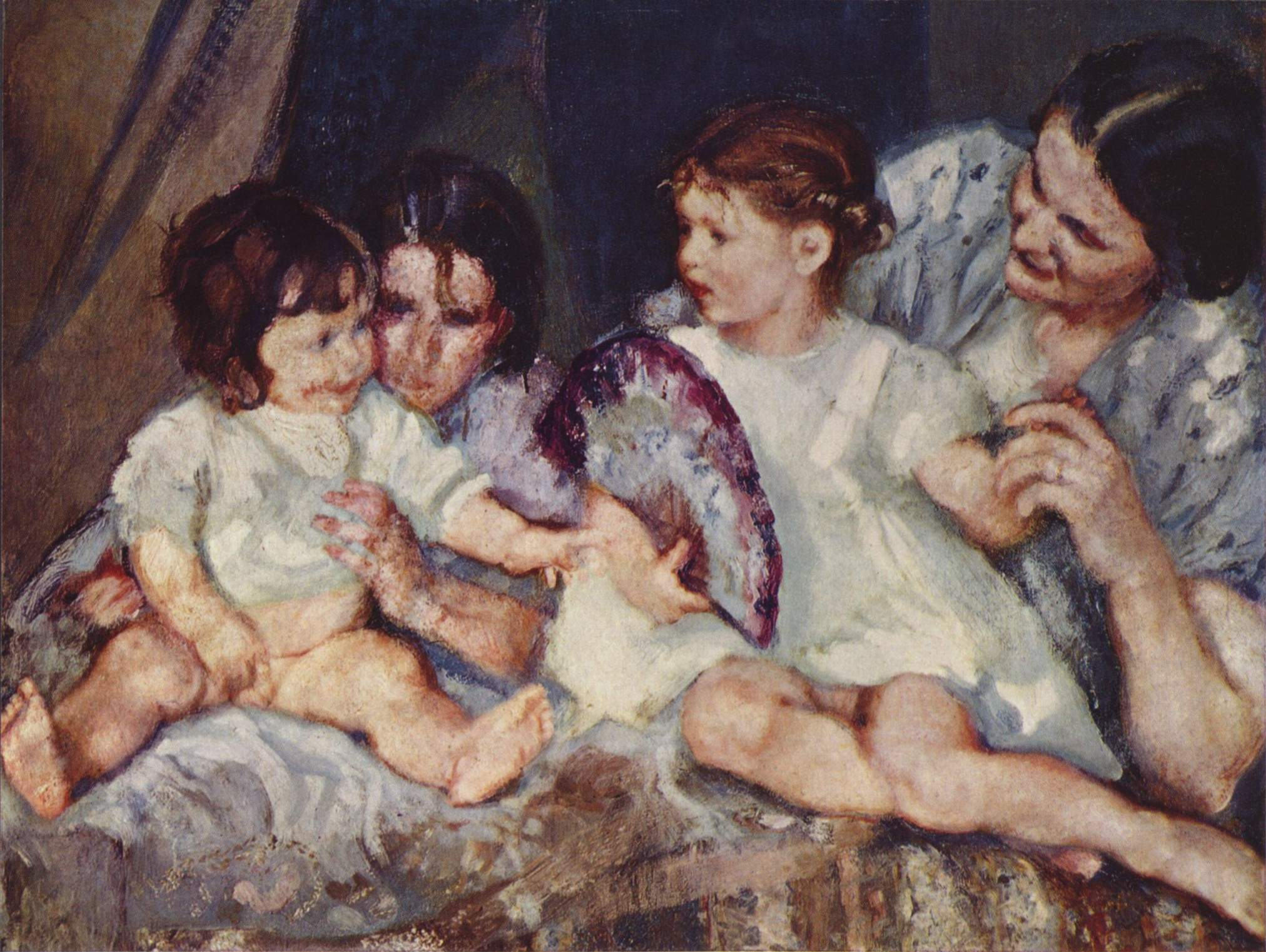
Un'opera di Spadini de 1913.

Armando Spadini (Poggio a Cajano (Florencia), 29 de julio de 1883 - Roma, 31 de marzo de 1925) fue un pintor italiano gran exponente del impresionismo y expresionismo florentino del siglo XX.
Fue alumno de Adolfo De Carolis de la Academia de Bellas Artes de Florencia, donde también siguió cursos de decoración en cerámica y, en 1910 fue a Roma, que se convirtió en su residencia hasta su muerte.
A raíz de la polémica con otros artistas, trabajó para un pequeño círculo de admiradores, y para lo que produjo alrededor de quinientas obras que fueron prácticamente ignoradas por la crítica y el público en general hasta 1924, cuando su participación en la Bienal de Venecia recogió un éxito extraordinario tanto que la crítica casi unánimemente lo designa como el mayor pintor italiano después de Tiepolo.

## Principales trabajos
Entre sus obras se incluyen:
- La moglie in abito da sposa (Torino, Galleria d'Arte moderna).
- Mosè (Milano, Galleria d'Arte Moderna).
- Bambini e pesci.
- Bambini con frutta.
- La famiglia a Villa Borghese.
- La servetta.
- Confidenze
- Autoritratto, 1917.
- Le tre età, 1909.
- Gruppo di bagnanti, 1923.
- Maternità (Nudi), 1918